# Acrocercops antigrapha
Acrocercops antigrapha là một loài bướm đêm thuộc họ Gracillariidae. Nó được tìm thấy ở Queensland.